# Neostauropus habrochlora
Neostauropus habrochlora är en fjärilsart som beskrevs av Turner 1922. Neostauropus habrochlora ingår i släktet Neostauropus och familjen tandspinnare. Inga underarter finns listade i Catalogue of Life.